# 1 tháng 6
Ngày 1 tháng 6 là ngày thứ 152 (153 trong năm nhuận) trong lịch Gregory. Còn 213 ngày trong năm.

## Sự kiện
- 193 – Hoàng đế La Mã Didius Julianus bị sát hại trong cung điện.
- 352 – Sau khi chiến bại và bị quân Tiền Yên bắt giữ, Nhiễm Mẫn bị hành quyết, nước Ngụy diệt vong.
- 907 – Chu Toàn Trung lên ngôi hoàng đế Hậu Lương, mở ra thời kỳ Ngũ Đại Thập Quốc trong lịch sử Trung Quốc.
- 1802 – Nguyễn Ánh lên ngôi hoàng đế nhà Nguyễn tại Phú Xuân với niên hiệu Gia Long, đánh dấu thời kỳ Việt Nam thống nhất sau nhiều thế kỷ nội chiến.
- 1939 – Nguyên mẫu loại máy bay tiêm kích Focke–Wulf Fw 190 của Không quân Đức có chuyến bay đầu tiên.
- 1946 – Cao ủy Đông Dương d'Argenlieu ra thông cáo thành lập Cộng hòa tự trị Nam Kỳ tại Sài Gòn.
- 1957 – Thành lập Nhà xuất bản Giáo dục Việt Nam.
- 1967 – Phát hành album Sgt. Pepper's Lonely Hearts Club Band của ban nhạc Anh The Beatles.
- 2003 – Công trình thủy lợi đập Tam Hiệp trên Trường Giang tại Trung Quốc bắt đầu tích nước.
- 2009 – Chuyến bay 447 của Air France rơi xuống Đại Tây Dương ngoài khơi Brasil, toàn bộ hành khách và phi hành đoàn thiệt mạng.

## Sinh
- 1923 – Eugène Vaulot, quân nhân người Pháp của Đức Quốc xã (m. 1945)
- 1904 – Hoàng Đình Giong, nhà cách mạng và quân sự Việt Nam, Đảng viên Cộng sản
- 1907 – Phạm Văn Mùi, nhiếp ảnh gia (m. 1992)
- 1941 – Phạm Công Thiện, nhà thơ, nhà văn, triết gia người Việt Nam (m. 2011)
- 1926
  - Andy Griffith, diễn viên Mỹ (m. 2012)
  - Marilyn Monroe, huyền thoại điện ảnh người Mỹ (m. 1962)
- 1937 – Morgan Freeman, diễn viên Mỹ
- 1940 – René Auberjonois, diễn viên Mỹ (m. 2019)
- 1956 – Lisa Hartman Black, nữ ca sĩ, diễn viên Mỹ
- 1968 – Jason Donovan, nữ ca sĩ, diễn viên Australia
- 1971
  - Mario Cimarro, diễn viên nổi tiếng người Cuba
  - Ghil'ad Zuckermann, nhà ngôn ngữ học
- 1974 – Alanis Morissette, nữ ca sĩ Canada
- 1982 – Justine Henin, tay vợt nữ người Bỉ
- 1986 – Dayana Mendoza, hoa hậu Hoàn vũ 2008
- 1988 – Javier Hernández, cầu thủ bóng đá người México
- 1996 – Chim sẻ đi nắng, game thủ AOE
- 1996 – Tom Holland, nam diễn viên, vũ công người Anh.
- 1999 – Technoblade, YouTuber nổi tiếng người Mỹ (m. 2022)
- 2006 - Phạm Thị Thu Trang , nữ sinh mầm non của THPT Tam Phú

## Mất
- 1725 – Nguyễn Phúc Chu, được gọi là chúa Minh, chúa Nguyễn thứ sáu của Đàng Trong (s. 1675).
- 1868 – James Buchanan (s. 1791)
- 1968 – Tác giả mù Helen Keller mất tại nhà riêng (s. 1880)
- 1983 – Nhà tiểu thuyết Anna Seghers (s. 1900)
- 1983 – Hoàng tử Charles của Bỉ (s. 1903)
- 1985 – Richard Greene, diễn viên người Anh (s. 1918)

## Ngày lễ và ngày kỷ niệm
- Ngày Quốc tế Thiếu nhi